# آن هال
آن هال (بالإنجليزية: Ann Hall)‏ هي رسامة أمريكية، ولدت في 1792 في Pomfret, Connecticut ‏ في الولايات المتحدة، وتوفيت في 1863 في نيويورك في الولايات المتحدة.

## معرض صور

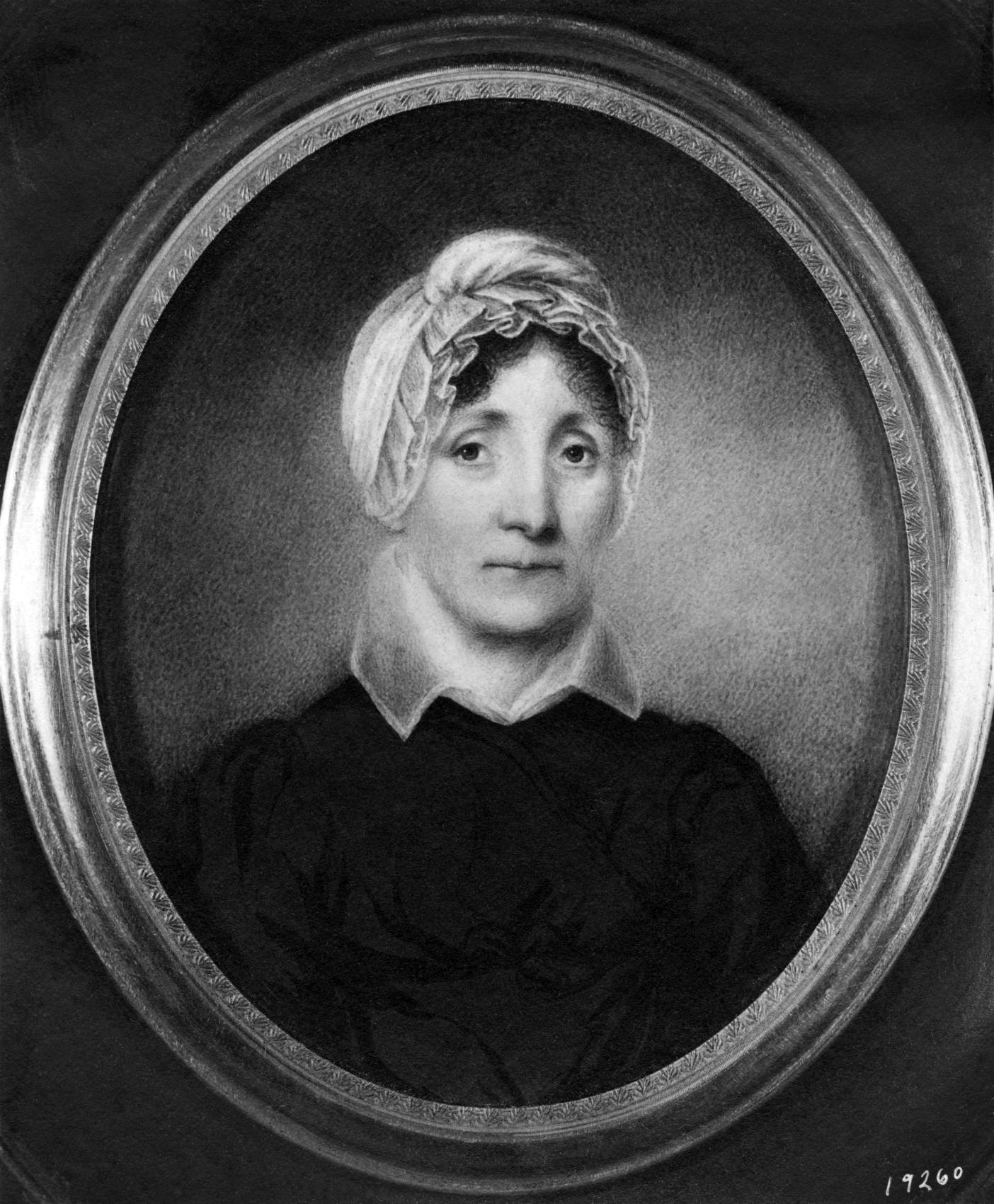
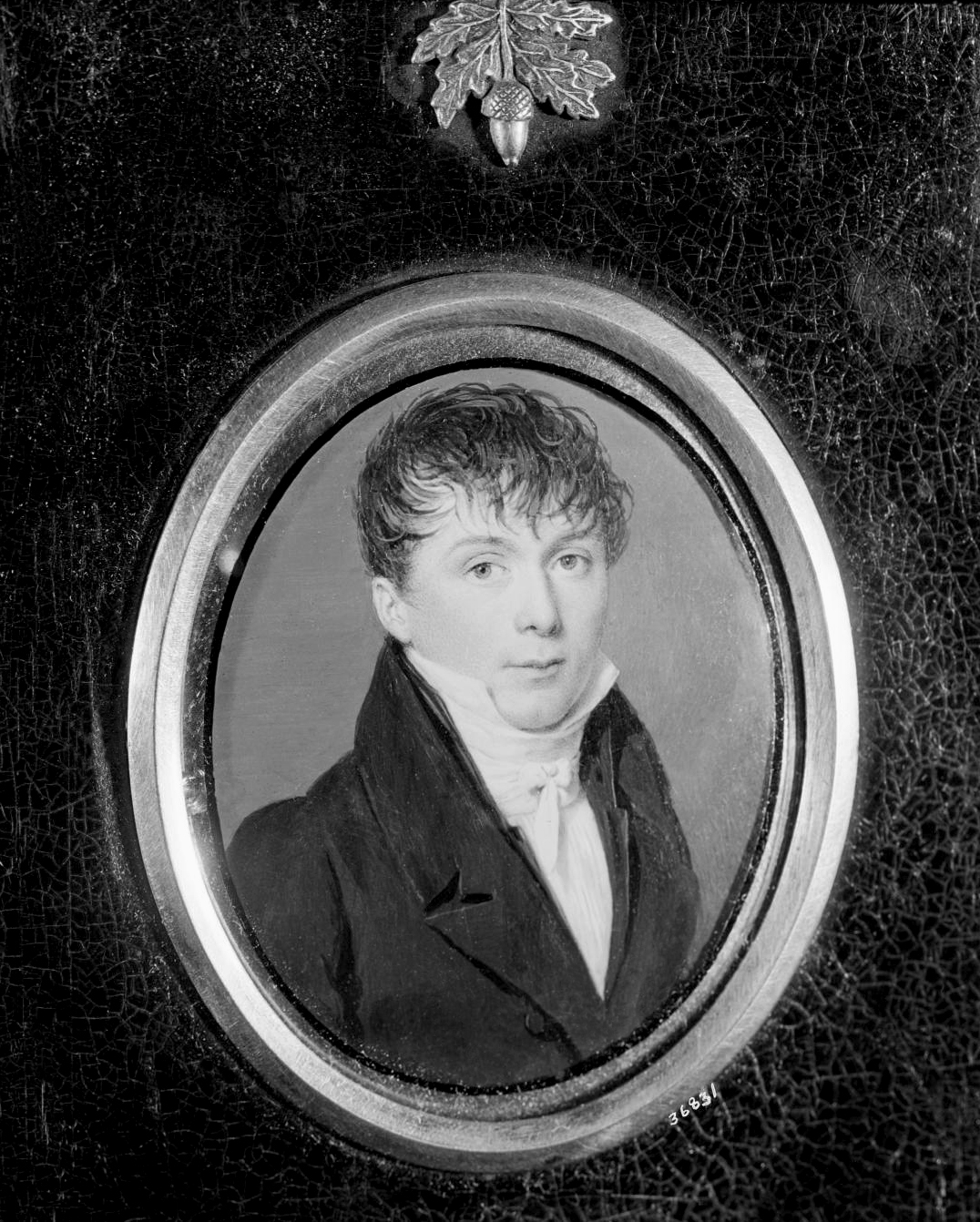
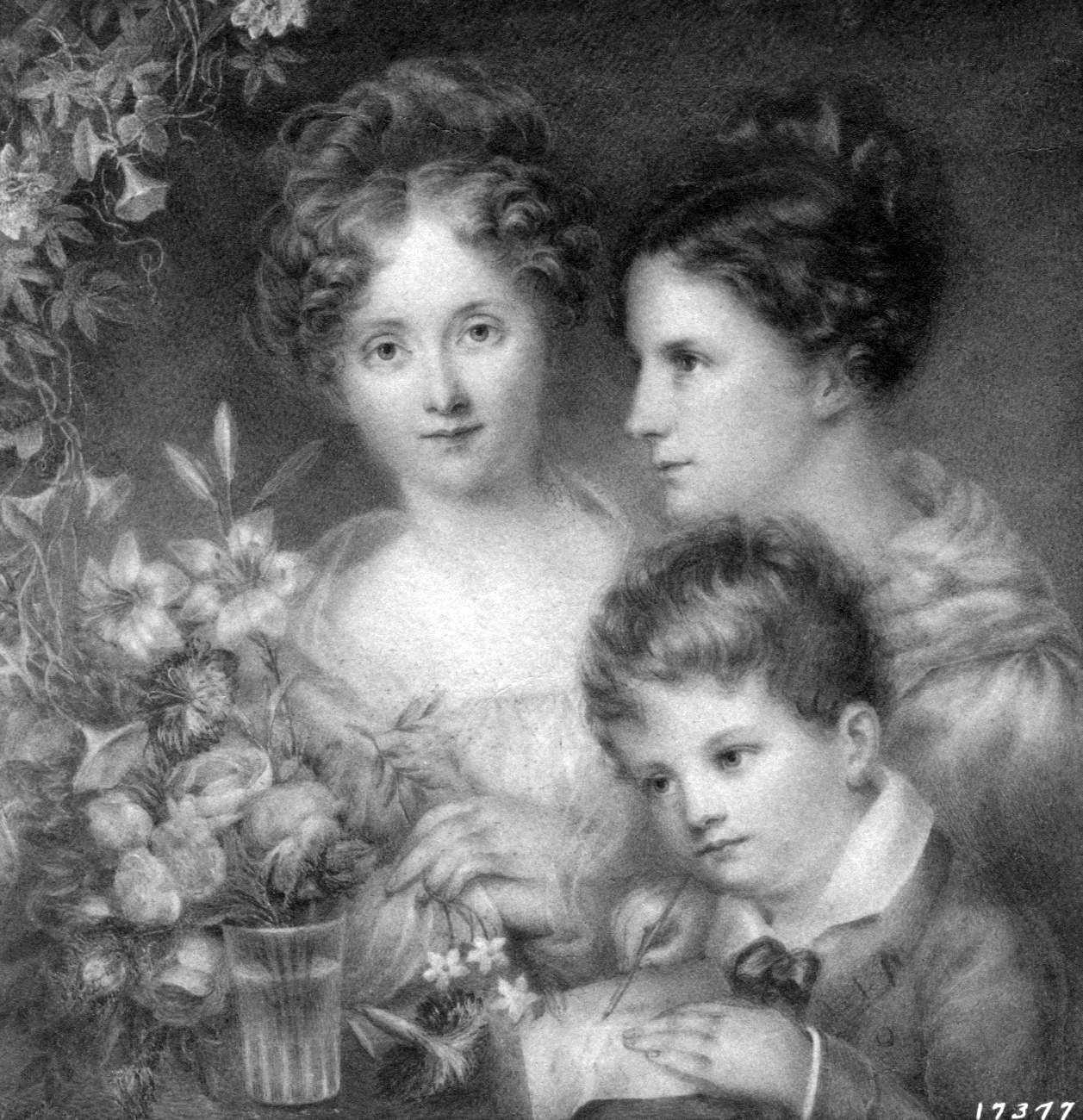